# Drymo
Dans la mythologie grecque, Drymo est une Néréide, fille de Nérée et de Doris, citée par Hygin dans sa liste de Néréides. 

## Description
Virgile la décrit comme aux cheveux clairs et à la peau très blanche dans son ouvrage Les Géorgiques:
Autour d'elle, les nymphes cardaient des toisons de Milet teintes de riches colorants marins, Drymo et Xantho, Ligie et Phyllodocé, leurs mèches claires tombant sur leurs cous de neige.

## Famille
Ses parents sont le dieu marin primitif Nérée, surnommé le vieillard de la mer, et l'océanide Doris. Elle est l'une de leur multiples filles, les Néréides, généralement au nombre de cinquante, et a un unique frère, Néritès. Pontos (le Flot) et Gaïa (la Terre) sont ses grands-parents paternels, Océan et Téthys ses grands-parents maternels.